# Gasamáns
Gasamáns es un lugar situado en la parroquia de Agrón, del municipio de Ames, en la provincia de La Coruña, Galicia, España.

## Demografía
| Gráfica de evolución demográfica de Gasamáns entre 2000 y 2018 |
|                                                                |
| Datos según el nomenclátor publicado por el INE.               |